# Pakubuwono XIII van Surakarta

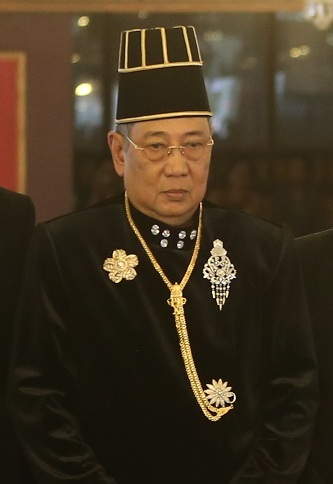
Pakubuwono XIII van Surakarta

Pakubuwono XIII van Surakarta is de naam die door twee Javaanse vorsten wordt gevoerd. De Susuhunans van Surakarta, voormalige zelfregerende Javaanse vorsten, heten sinds 13 generaties allen Pakubuwono. Toen Pakubuwono XII op 11 juni 2004 stierf had hij geen opvolger aangewezen.
Pakubuwono XII was een moslim en huwde zeven vrouwen. Hij verwekte 15 zoons en 21 dochters. In weerwil van de traditie in het Huis Kartasura heeft Pakubuwono XII tijdens zijn leven geen opvolger aangewezen. De oudste zoon van zijn tweede vrouw, Pradapa Ningrum meent dat hij de rechtmatige opvolger is en diens halfbroer de enige zoon van Ratna di-Ningrum die de vierde vrouw van de twaalfde Susuhunan van Surakarta was. Beiden hebben zich tot Pakubuwono XIII van Soerakarta laten uitroepen. Volgens Christopher Buyers pleit de verhoging in rang die op 26 juni 1979 de oudere zoon toeviel voor zijn legitimiteit.

## De oudste zoon van de tweede vrouw
Gusti Radin Mas Surya Pratana werd geboren op 28 juni 1948 in de Kraton van Surakarta als zoon van Pakubuwono XII van Surakarta en diens tweede vrouw Gusti Radin Ayu Pradapa Ningrum. Op 26 juni 1979 verhoogde zijn vader zijn status door hem tot "Kanjeng Gusti Pangeran Arya Ngabehi" te verheffen. De vorst ging niet zover dat hij zijn oudste zoon tot troonopvolger uitriep. Op zijn sterfbed heeft Pakubuwono XII zijn oudste zoon tot opvolger benoemd en deze werd op 26 juni 2004 in de Kraton tot Kanjeng Gusti Pangeran Adipati Anum Amangku Negara Sudibya Rajaputra Narendra ing Mataram uitgeroepen. Op 10 september 2004 nam hij de kroon van Surakarta in bezit en werd hij tot Z.P.H. Sampeyan Dalam ingkang Sinuhun ingkang Minula saha ingkang Wijaksana Kanjeng Susuhunan Prabhu Sri Paku Buwono XIII Senapati ing Alaga 'Abdu'l-Rahman Saiyid ud-din Panatagama, dertiende Susuhunan  van Surakarta uitgeroepen.
De susuhunan is een zakenman. Hij studeerde in Surakarta en Jakarta werkte voor Caltex Pacifik Indonesia in Jakarta. Hij is onderscheiden met de Sri Kabadya 1st class, en is Ahli of Lid in de "Darjah Setia Negeri Sembilan Yang Amat di-Hormati", de Orde van Trouw van Negeri Sembilan van het Sultanaat Negeri Sembilan in Maleisië.
Gusti Radin Mas Surya Pratana huwde met Gusti Radin Ayu Asih Winarni. Het paar heeft twee dochters.

### De zoon van de vierde vrouw
Kolonel Gusti Radin Mas Suriya Sutaya Kanjeng Gusti Pangeran Arya Tayawulan werd geboren op 3 augustus 1954 als zoon van Pakubuwono XII van Surakarta en diens vierde vrouw "Pradapa Ningrum" of "Ratna di-Ningrum". Hij is opgeleid aan de Militaire Academie in Bandoeng en ging in 1984 als Kolonel der Infanterie met pensioen. Op 31 augustus werd hij in het huis van Mooryati Soedibyo in Soerakarta door zijn aanhangers als troonopvolger uitgeroepen met de titel "Kanjeng Gusti Pangeran Adipati Anum Amangku Negara Sudibya Rajaputra Narendra ing Mataram". Op 9 november 2004 riep hij zich tot Susuhunan  uit in plaats van zijn halfbroer. Gusti Radin Mas Suriya Sutaya Kanjeng Gusti Pangeran Arya Tayawulan erkent de rechten van zijn oudere halfbroer niet en pretendeert de enige echte Pakubuwono XIII van Surakarta te zijn. In 1982 huwde hij in de Kraton van Surakarta, met Radin Ayu Nanik Indiastuti, Gusti Kanjeng Ratu Emas. Het paar heeft twee dochters.

## Opvolging
- Opvolger van Pakubuwono XII van Surakarta